# Evandro Berlesi
Evandro Berlesi (Porto Alegre, Rio Grande do Sul, 9 de março de 1977) é um cineasta, produtor cinematográfico, roteirista e escritor brasileiro. Idealizador da produtora Alvoroço Filmes e do projeto Alvoroço em Alvorada, que realiza filmes de baixo orçamento com moradores da cidade gaúcha de Alvorada, onde cresceu e reside atualmente. Esteve em evidência em 2007 quando lançou seu primeiro livro Eu Odeio o Orkut, escrito e lançado com o dinheiro do seu seguro-desemprego, fato que o fez dar entrevistas para diversos veículos de comunicação, com destaque para o Programa do Jô, da Rede Globo.

## Filmografia

### Longas-metragens
| Ano  | Title                         | Diretor | Produtor  | Roteirista | Notas                              | Ref(s) |
| ---- | ----------------------------- | ------- | --------- | ---------- | ---------------------------------- | ------ |
| 2008 | Dá um tempo!                  | Sim     | Sim       | Sim        | Co-dirigido com Rodrigo Castelhano |        |
| 2011 | Eu odeio o Orkut              | Sim     | Sim       | Sim        | Co-dirigido com Rodrigo Castelhano |        |
| 2013 | Eu odeio o Big Bróder         | Sim     | Sim       | Sim        |                                    |        |
| 2016 | O maníaco do Facebook         | Sim     | Executivo | Sim        |                                    |        |
| 2018 | Cidade Dormitório             | Sim     | Não       | Sim        |                                    | [ 2 ]  |
| 2020 | Algo de errado não está certo | Sim     | Não       | Sim        |                                    | [ 3 ]  |
| 2021 | O cara que não aglomerava     | Sim     | Executivo | Sim        |                                    | [ 4 ]  |
| 2022 | #PartiuFama                   | Não     | Não       | Sim        |                                    | [ 5 ]  |
| 2024 | Só Termina Quando Acaba       | Sim     | Executivo | Sim        |                                    | [ 6 ]  |

### Média-metragem
- 2010 - Vídeo Suicida

### Curtas-metragens
- 2012 - Traz Papel! (vencedor do Prêmio de Melhor Curta no 7º Cine Favela/SP)
- 2012 - O ano do tsunami
- 2012 - Dj´s do busão
- 2012 - Quem vê bullying não vê coração
- 2012 - A Gangue do batom
- 2009 - Achei um violão
- 2009 - Preserve-se
- 2009 - Tecnicamente Apavorados
- 2009 - Tem Gente! (vencedor do Prêmio de Melhor Curta na Mostra Independente de Porto Alegre/RS em 2009)
- 2004 - O Japonês da Coreia (roteiro)

## Televisão
- 2009 - Perfume de Hortênsia (micro-série - SBT RS – roteirista)
- 2007 - Verão o amor (micro-série - SBT RS – roteirista)
- 2007 - VidAnormal (seriado – TVCOM/RS – roteirista)

## Internet
- 2012 - Coisas que Alvorada desembucha (Websérie)
- 2014 - A prefeitura (Websérie) [7]
- 2016 - Saporra Show (Talk show)
- 2018 – O 1º turista de Alvorada (Documentário) [8]
- 2018 – Teddy Bangornaço – O repórter fracassado (Programa)
- 2022 - Coisas que Alvorada Desembucha - 2ª temporada (webserie de 10 episódios) [9]
- 2022 - Regionália (documentário em 7 episódios) [10]